# Барон Бёртон

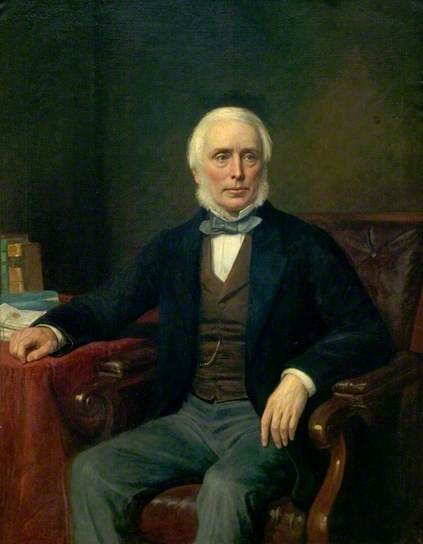
Майкл Томас Басс

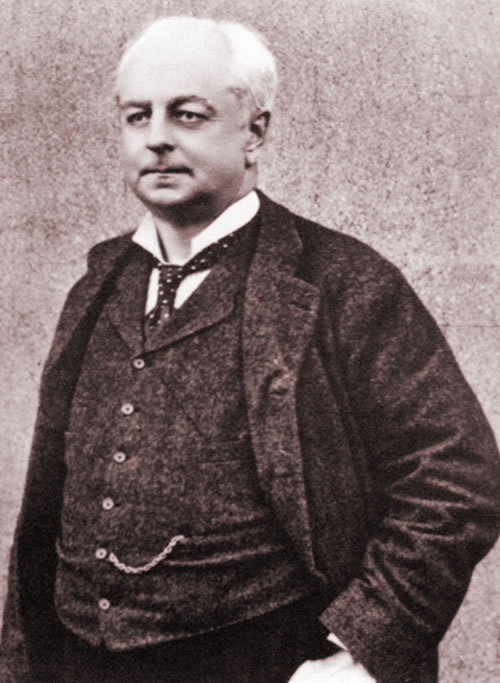
Майкл Артур Басс, 1-й барон Бёртон и 1-й баронет

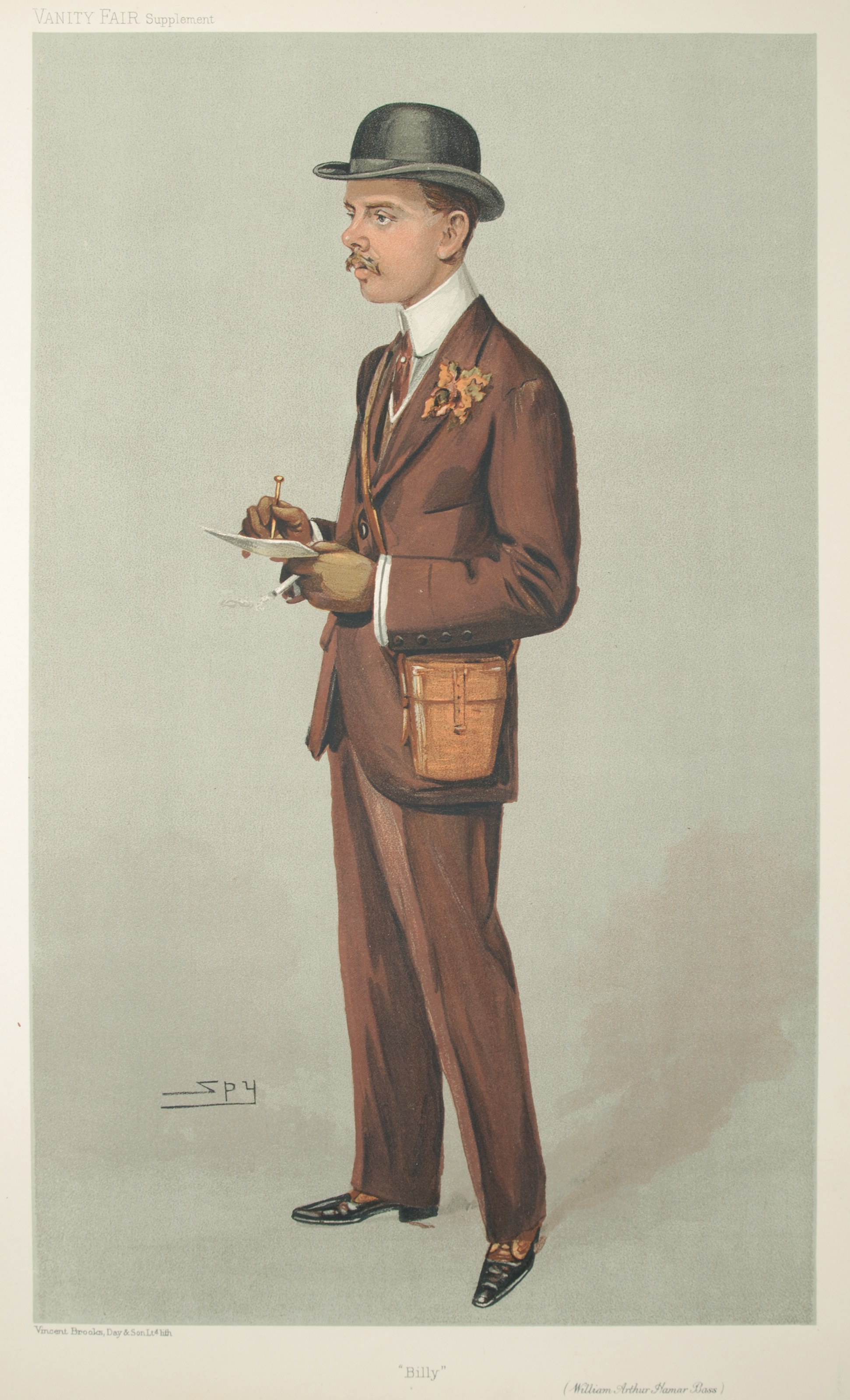
Сэр Уильям Артур Хамар Bass, 2-й баронет, карикатура в журнале Vanity Fair, 1905 год

Барон Бёртон из Бертон-апон-Трента и Рангемора в графстве Стаффордшир — наследственный титул в системе Пэрства Соединенного Королевства.

## История
Титул барона Бёртона был создан в 1897 году для известного пивовара, филантропа и либерального политика Майкла Басса, 1-го барона Бёртон (1837—1909). Ранее для него уже были созданы титулы баронета (1882) и барона Бёртона (1886). Семейство Бассов происходит от Уильяма Басса (1717—1787), который основал пивоваренный бизнес «Bass & Co» в Бертон-апон-Тренте в 1777 году. Его внук, Майкл Томас Басс (1799—1884), превратил компанию в один из крупнейших пивоваренных заводов в Соединенном Королевстве. Он также представлял Дерби в парламенте от либеральной партии в течение тридцати пяти лет (1848—1883) и занимался благотворительностью в городе Бертон. Тем не менее, Майкл Томас Басс отказался от предложенных ему титулов баронета и пэра.
Его старший сын, Майкл Артур Басс (1837—1909), был также связан с семейным бизнесом («Bass, Ratcliff, Gretton and Co»), и заседал от либеральной партии в Палате общин от Стаффорда (1865—1868), Восточного Стаффордшира (1868—1885) и Бертона (1885—1886). Как и его отец, он также занимался благотворительностью в Бертоне. В 1882 году для него был создан титул баронета Стаффорда в графстве Стаффордшир (Баронетство Соединенного Королевства). Титул он получил в честь своего отца (который был тогда еще жив), с правом наследования для своего младшего брата Хамара Альфреда Басса. В 1886 году для Майкла Басса был создан титул барона Бёртона из Рангемора и Бертон-апон-Трента в графстве Стаффордшир. В 1897 году он также получил титул барона Бёртона из Бертон-он-Трента и из Рангемора в графстве Стаффордшир. После смерти лорда Бёртона в 1909 году титул баронета унаследовал его племянник, сэр Уильям Басс, 2-й баронет (1879—1952). В 1952 году после смерти последнего титул баронета из Стаффорда угас.
В 1909 году после смерти Майкла Артура Басса, 1-го барона Бёртона, титул барона Бёртона из Ренгемора прервался, а титул барона Бёртона из Бертон-апон-Трента и Рангемора унаследовала его дочь, Нэлли Лиза Бэйли, 2-я баронесса Бёртон (1873—1962). Она была женой полковника Джеймса Эвана Брюса Бэйли (ум. 1931) из Дохфора в Инвернесс-Шире. После смерти её первого мужа она вторично вышла замуж за майора Уильяма Юджина Меллеса (ум. 1953). Её старший сын от первого брака, достопочтенный Джордж Эван Майкл Бэйли, был бригадиром британской армии, и был убит во время Второй мировой войны. Поэтому леди Бёртон наследовал её внук, Майкл Эван Виктор Бэйли, 3-й барон Бёртон (1924—2013), сын достопочтенного Джорджа Эвана Майкла Бэйли. Он был членом Совета графства Инвернесс-шир и окружного Совета Инвернесса, а также служил в качестве заместителя лейтенанта из Инвернесс-шира.

## Барноеты Басс из Стаффорда (1882)
- 1882—1909: Майкл Артур Басс, 1-й барон Бёртон и 1-й баронет (12 ноября 1837 — 1 февраля 1909), старший сын пивовара Майкла Томаса Басса (1799—1884)[1]
- 1909—1952: Майор Сэр Уильям Артур Хамар Bass, 2-й баронет (24 декабря 1879 — 28 февраля 1952), сын Хамара Альфреда Басса (1842—1898), племянник предыдущего[2].

## Бароны Бёртон, первая креация (1886)
- 1886—1909: Майкл Артур Басс, 1-й барон Бёртон (12 ноября 1837 — 1 февраля 1909), старший сын пивовара Майкла Томаса Басса (1799—1884)[1].

## Бароны Бёртон, вторая креация (1897)
- 1897—1909: Майкл Артур Басс, 1-й барон Бёртон (12 ноября 1837 — 1 февраля 1909), старший сын пивовара Майкла Томаса Басса (1799—1884)[1];
- 1909—1962: Нэлли Лиза Меллес, 2-я баронесса Бёртон (27 декабря 1873 — 28 мая 1962), единственная дочь предыдущего[3];
- 1962—2013: Майкл Эван Виктор Бэйли, 3-й барон Бёртон (27 июня 1924 — 30 мая 2013), старший сын бригадира достопочтенного Джорджа Эвана Майкла Бэйли (1894—1941), внук полковника Джеймса Эвана Брюса Бэйли (ум. 1931) и Нелли Лизы Меллес. Великий магистр Великой ложи Шотландии (1993—1999)[4];
- 2013 — настоящее время: Эван Майкл Рональд Бэйли, 4-й барон Бёртон (род. 19 марта 1949), старший сын предыдущего[5];
  - Наследник титула: достопочтенный Джеймс Эван Бэйли (род. 3 декабря 1975), единственный сын предыдущего[6];
    - Наследник наследника: Уилбур Майкл Джон Бэйли (род. 15 октября 2012), старший сын предыдущего[7].